# Boston and Lowell Railroad

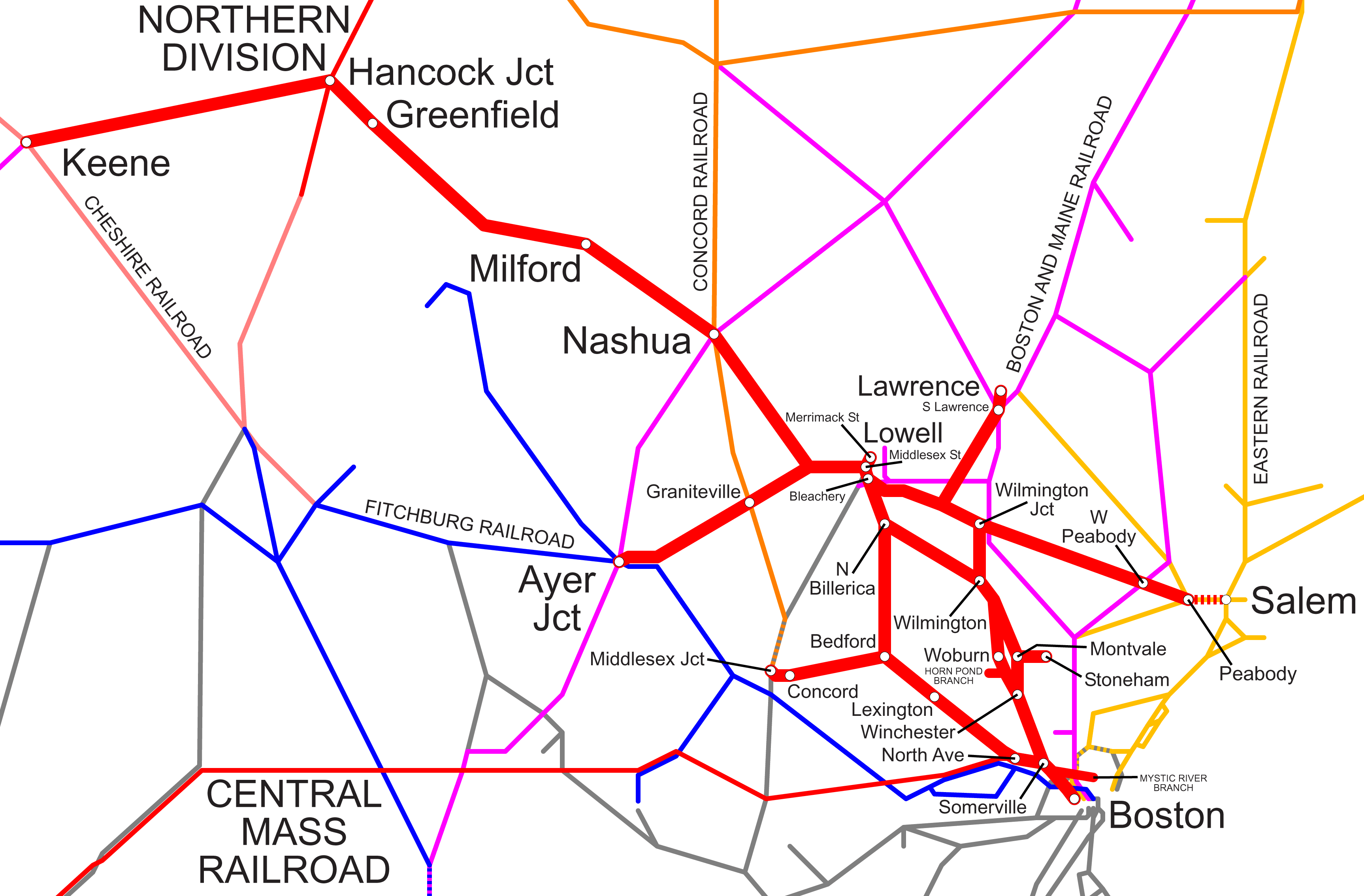
Streckenkarte der B&L-Southern Division 1887

Die Boston and Lowell Railroad (B&L) ist eine ehemalige Eisenbahngesellschaft in Massachusetts, New Hampshire und Vermont (Vereinigte Staaten). Sie bestand als eigenständige Gesellschaft von 1830 bis 1887 und unter Betriebsführung der Boston and Maine Railroad bis 1918. Heute betreibt die Massachusetts Bay Transportation Authority die Stammstrecke der B&L zwischen Boston und Lowell als Lowell Line.

## Geschichte

### Gründung
Der erst vier Jahre vorher gegründeten Stadt Lowell wurde 1826 das Stadtrecht verliehen, nachdem sich dort zahlreiche Textilfabriken angesiedelt hatten. Die Stadt wuchs schnell – 1830 zählte man bereits über 6000 Einwohner – und bald entstand der Wunsch nach einer schnellen Verbindung in die nahegelegene Hafenstadt Boston. Bis zum Bau der Eisenbahn mussten die Güter über den Middlesex Canal oder über die Landstraße transportiert werden. Da die Kapazitäten dieser Beförderungswege schnell erschöpft waren und sich die erste amerikanische Eisenbahn, die 1826 bei Quincy südlich von Boston eröffnet worden war, gut bewährt hatte, beschlossen die Fabrikanten aus Lowell, ebenfalls eine Eisenbahn zu bauen. Anders als das Vorbild in Quincy sollte sie jedoch von Anfang an mit Lokomotiven betrieben werden, die aus England importiert werden konnten.
Zunächst sträubten sich die Betreiber des Middlesex Canal gegen die drohende Konkurrenz, jedoch kam die Regierung nicht umhin zuzugeben, dass eine Eisenbahn ganzjährig fahren konnte und weit höhere Kapazitäten zuließ, während der Betrieb eines Kanals wetterabhängig war. So erhielt die Interessengruppe am 5. Juni 1830 die Genehmigung zum Bau einer Eisenbahn zwischen Boston und Lowell und gleichzeitig die Erlaubnis zur Gründung der Boston and Lowell Railroad, die drei Tage später vollzogen wurde. Der Vertrag schloss ein 30 Jahre andauerndes Transportmonopol ein, was verhinderte, dass andere Gesellschaften Eisenbahnen zwischen den beiden Städten bauen konnten. Die entlang der Strecke ansässige Bevölkerung und Industrie erwarb große Anteile der Gesellschaft, wodurch der Bau schnell finanziert werden konnte.

### Bau der Stammstrecke
Um Baukosten und spätere Fahrzeit einzusparen, versuchte man, die Strecke möglichst eben und kurvenarm zu bauen. Dadurch konnten die Städte Medford und Woburn nicht direkt angeschlossen werden. Medford wurde später durch die Boston&Maine ans Eisenbahnnetz angeschlossen, Woburn durch die Woburn Branch Railroad. Die Eröffnung der normalspurigen Bahnstrecke Boston–Lowell fand am 24. Juni 1835 statt. Der Endbahnhof in Boston lag an der westlichen Ecke des heutigen Nordbahnhofs. In Lowell befand sich die Endstation an der Merrimack Street. Erst 1842 wurden Zwischenhalte eingeführt, wodurch sich die Gesamtreisezeit erhöhte.
Aus Kostengründen verwendete man zum Bau der zunächst eingleisigen Strecke ein Gleisbett aus Granit, das durch mangelnde Flexibilität einen sehr unruhigen Wagenlauf verursachte. Nach wenigen Jahren sah man sich daher gezwungen, Holzschwellen einzubauen, um so die Fahrstabilität zu erhöhen. Gleichzeitig wurde die gesamte Strecke bis 1841 zweigleisig ausgebaut.

### Überlastung der Stammstrecke
1836 eröffnete die Andover and Wilmington Railroad eine Zweigstrecke nach Andover, die in Wilmington von der B&L-Hauptstrecke abzweigte. Dieser Zweig stellte die Keimzelle der Stammstrecke der Boston and Maine Railroad dar, die ab 1843 bis Portland verkehrte. Zwischen Boston und Wilmington benutzte diese Gesellschaft die Strecke der Boston&Lowell mit. Da die Verkehrsdichte auf diesem Abschnitt sehr hoch war, kam es immer wieder dazu, dass die Züge der Boston&Maine in Wilmington lange warten mussten, um auf die Strecke nach Boston fahren zu können. Schon bald beschloss die Boston&Maine daher, eine eigene Strecke nach Boston parallel zur B&L zu bauen. Vor Gericht scheiterte die Boston&Lowell damit, ihr zugesichertes Monopol einzuklagen, da dies nur für den Transport zwischen Boston und Lowell galt, nicht aber für Teilstrecken davon. 1845 eröffnete die Boston&Maine ihre Strecke über Reading und legte die Verbindungsstrecke bei Wilmington kurz darauf still. 1874 baute die Boston&Lowell auf einer etwas weiter östlich gelegenen Trasse eine eigene Strecke zum Bahnhof Wilmington Junction, da sie dadurch eine kürzere Verbindung zur 1858 aufgekauften Salem and Lowell Railroad erhielt, die dort die Boston&Maine-Strecke kreuzte. Diese Verbindungsstrecke wurde zunächst Wilmington Branch genannt, trägt heute aber die Bezeichnung Wildcat Branch.

### Erwerb und Bau weiterer Strecken
Die am 16. März 1844 gegründete Woburn Branch Railroad baute eine Stichstrecke von Winchester nach Woburn, die 1844 eröffnet wurde. Gleichzeitig übernahm die B&L die Gesellschaft und betrieb die Strecke als Woburn Branch. Am 23. April 1847 gründete die B&L die Woburn Branch Extension Railroad, die die Strecke von Woburn aus nach Norden wieder mit der Hauptstrecke verbinden sollte. Die Strecke wurde jedoch erst 1885 eröffnet. In Woburn zweigte außerdem eine 1,06 Kilometer lange Güterstrecke zum Horn Pond ab, die durch die am 7. Mai 1852 gegründete Horn Pond Branch Railroad gebaut und 1854 eröffnet wurde. Betreiber war von Anfang an die Boston&Lowell. Auf dieser Strecke transportierte die B&L ausschließlich Eis, das im Winter am Horn Pond gewonnen wurde. 1919 erfolgte die Stilllegung des Horn Pond Branches.
1858 pachtete die B&L die Lowell and Lawrence Railroad, die neben ihrer Stammstrecke nach Lawrence auch die Salem and Lowell Railroad betrieben hatte. Mit der Stoneham Branch Railroad wurde 1862 eine weitere an die Hauptstrecke anschließende Zweigbahn eröffnet und zunächst zu gleichen Teilen von der B&L und der Nashua and Lowell Railroad (N&L) gepachtet. Erst 1870 kaufte die B&L diese Bahn auf. Im gleichen Jahr erwarb sie auch die Lexington and Arlington Railroad und baute daraufhin eine neue Verbindungsstrecke von Somerville zu dieser Bahn. Die Middlesex Central Railroad eröffnete 1873 die westliche Verlängerung dieser Bahn nach Concord und wurde gleichzeitig durch die B&L gepachtet. 1883 erfolgte die endgültige Übernahme.
Mit der nördlich an die Stammstrecke der B&L anschließenden Nashua&Lowell schloss man zunächst einen Kooperationsvertrag mit Wirkung vom 1. April 1860 zum gemeinsamen Betrieb der Gesamtstrecke und schließlich pachtete die B&L die N&L am 1. Oktober 1880 für 99 Jahre. Damit übernahm die B&L gleichzeitig die Pachtverträge, die die N&L in eigener Regie mit der Stony Brook Railroad, der Wilton Railroad und der Peterborough Railroad abgeschlossen hatte. Im Jahre 1882 erwarb die B&L die Hälfte der Anteile der Connecticut River Railroad. Die andere Hälfte erwarb zunächst die Concord Railroad, die B&L pachtete diesen Anteil jedoch vom 1. Juli 1884 bis zum 1. Dezember 1885.
Die Konkurrenz mit der Boston&Maine nahm Ende der 1870er Jahre groteske Züge an. Um einen direkten Zugang ins Stadtzentrum von Lawrence zu erhalten und nicht die B&M-Strecke mitbenutzen zu müssen, baute die Boston&Lowell für ihre Strecke Lowell–Lawrence eine Brücke über den Merrimack River sowie einen neuen Endbahnhof. Beide Neubauten wurden 1880 eröffnet. 1874 hatte ihrerseits die Boston&Maine eine eigene Strecke nach Lowell eröffnet.
Die Boston, Concord and Montreal Railroad (BCMR) hatte eine Strecke ab Concord nach Norden verlängert und eine durchgehende Verbindung bis Woodsville gebaut. Die Northern Railroad of New Hampshire betrieb die Strecke Concord–White River Junction (Vermont). Die Concord and Claremont Railroad besaß eine Strecke von Concord ausgehend bis Claremont sowie eine Zweigstrecke. Am 1. Juni 1884 pachtete die B&L diese drei Gesellschaften und übernahm auch den mit der BCMR bestehenden Leasingvertrag mit der Pemigewasset Valley Railroad sowie den mit der Northern bestehenden Vertrag mit der Peterborough and Hillsborough Railroad.
1885 baute die B&L eine Strecke von Billerica nach Bedford und verband so die Hauptstrecke mit der Strecke der ehemaligen Middlesex Central. Die Strecke lag teilweise auf dem Gleisbett der 1878 stillgelegten schmalspurigen Billerica and Bedford Railroad. Im gleichen Jahr pachtete die B&L die St. Johnsbury and Lake Champlain Railroad, ein Jahr später, am 1. Oktober 1886, die Central Massachusetts Railroad und am 1. Januar 1887 schließlich die Connecticut and Passumpsic Rivers Railroad in Vermont und die Massawippi Valley Railway in Quebec, mit der die Boston&Lowell ihren Betrieb nach Kanada ausdehnte.

### Das Ende der Boston&Lowell
Nach dem Wegfall der Benutzungsentgelder der Boston&Maine gingen die Einnahmen der Strecke schlagartig zurück. Dazu kam, dass auch die Textilindustrie in Lowell immer weniger produzierte. Die Neuerwerbungen schwächten die Finanzkraft der Gesellschaft weiter. Am 1. April 1887 pachtete schließlich die Boston and Maine Railroad die Gesellschaft für 99 Jahre. Sie übernahm die Betriebsführung am 11. Oktober des Jahres. Am 26. November 1918 fusionierten die Gesellschaften endgültig.
1973 erwarb die Massachusetts Bay Transportation Authority die ehemalige B&L-Stammstrecke Boston–Lowell und betreibt seitdem den Personenverkehr auf dieser Strecke. Am 15. Dezember 2001 startete erstmals der „Downeaster“, eine Schnellzugverbindung Boston–Portland der Amtrak, der bis Wilmington Junction die Strecke der ehemaligen B&L benutzt. Die meisten Zweigstrecken der Boston&Lowell sind inzwischen stillgelegt. In Betrieb befindet sich neben der Strecke Boston–Lowell noch die nördliche Verlängerung dieser Strecke nach Nashua, die ehemalige Lowell and Andover Railroad, die ehemalige Hauptstrecke der BCMR zwischen Concord und Plymouth sowie der Abschnitt Nashua–Bennington der ehemaligen Connecticut River Railroad.

## Streckennetz
Zum Zeitpunkt als die Betriebsführung auf die Boston&Maine überging, am 11. Oktober 1887, betrieb die Boston&Lowell folgende Strecken:
| Strecke                              | eröffnet  | Betriebsführung/Konzession übernommen von                    | Betrieb durch B&L seit |
| ------------------------------------ | --------- | ------------------------------------------------------------ | ---------------------- |
| Boston–Lowell                        | 1835      | –                                                            | 24. Juni 1835          |
| Woburn Loop                          | 1844–1885 | Woburn Branch Railroad, Woburn Branch Extension Railroad     | 30. Dezember 1844      |
| Horn Pond Branch                     | 1854      | Horn Pond Branch Railroad                                    | 1854                   |
| Lawrence Branch                      | 1848      | Lowell and Lawrence Railroad                                 | 1. Oktober 1858        |
| Salem Branch                         | 1850      | Lowell and Lawrence Railroad                                 | 1. Oktober 1858        |
| Stoneham Branch                      | 1863      | Stoneham Branch Railroad                                     | 1. Juli 1863           |
| West Cambridge–Middlesex Junction    | 1846–1879 | Lexington and Arlington Railroad, Middlesex Central Railroad | 6. Januar 1870         |
| Somerville Junction–Lake Street      | 1870      | –                                                            | 1870                   |
| Mystic River Branch (Hafenanschluss) | 1873      | Mystic River Railroad                                        | Juni 1873              |
| Wildcat Branch                       | 1874      | –                                                            | 2. Dezember 1874       |
| Lowell–Nashua                        | 1838      | Nashua and Lowell Railroad                                   | 1. Oktober 1880        |
| Stony Brook Branch                   | 1848      | Nashua and Lowell Railroad                                   | 1. Oktober 1880        |
| Wilton Branch                        | 1848–1874 | Nashua and Lowell Railroad                                   | 1. Oktober 1880        |
| Keene–Greenfield                     | 1878      | Connecticut River Railroad                                   | 23. Januar 1882        |
| Concord–Wells River                  | 1848–1853 | Boston, Concord and Montreal Railroad                        | 1. Juni 1884           |
| Plymouth–North Woodstock             | 1883      | Boston, Concord and Montreal Railroad                        | 1. Juni 1884           |
| Woodsville–Groveton                  | 1853–1872 | Boston, Concord and Montreal Railroad                        | 1. Juni 1884           |
| Wing Road–Mount Washington           | 1872–1876 | Boston, Concord and Montreal Railroad                        | 1. Juni 1884           |
| Concord–White River Junction         | 1846–1848 | Northern Railroad                                            | 19. Juni 1884          |
| Bristol Branch                       | 1848      | Northern Railroad                                            | 19. Juni 1884          |
| Concord–Claremont                    | 1849–1872 | Northern Railroad                                            | 19. Juni 1884          |
| Contoocook–Peterborough              | 1849–1878 | Northern Railroad                                            | 19. Juni 1884          |
| Bedford–North Billeria               | 1885      | –                                                            | 30. April 1885         |
| North Cambridge–Ware                 | 1881–1887 | Massachusetts Central Railroad                               | 28. September 1885     |
| White River Junction–Lennoxville     | 1848–1870 | Connecticut and Passumpsic Rivers Railroad                   | 1. Juni 1887           |
| Stanstead Branch                     | 1870      | Connecticut and Passumpsic Rivers Railroad                   | 1. Juni 1887           |